# Stazione di Ōhirashita
La stazione di Ōhirashita (大平下駅?, Ōhirashita-eki) è una stazione ferroviaria della cittadina di Ōhira, nella prefettura di Tochigi in Giappone, gestita dalla JR East.

## Linee
JR East
■ Linea Ryōmō

## Struttura
La fermata è realizzata in superficie, con un unico marciapiede a servizio del solo binario presente in questa tratta della linea.
| Binario | Linea         | Destinazioni principali              |
| ------- | ------------- | ------------------------------------ |
| 1       | ■ Linea Ryōmō | Tochigi e Oyama                      |
| 1       | ■ Linea Ryōmō | Ashikaga, Kiryū, Maebashi e Takasaki |

## Stazioni adiacenti
| «           | Servizio    | »           |
| Linea Ryōmō | Linea Ryōmō | Linea Ryōmō |
| ----------- | ----------- | ----------- |
| Iwafune     | -           | Tochigi     |